# Евсеев, Николай Васильевич
Николай Васильевич Евсеев (24 ноября [7 декабря] 1915, Москва — 9 августа 1968, Горький) — советский футболист, защитник. Заслуженный тренер РСФСР.

## Биография
В первенстве СССР играл за команды «Пищевик» Москва (1939—1940), «Профсоюзы-2» Москва (1941), «Торпедо» Москва (1945—1948), «Торпедо» Горький (1949—1951).
Финалист Кубка СССР 1947.
В 1952 году — тренер команды КФК «Динамо» Омск. В августе 1954—1955 — тренер «Торпедо» Горький, затем работал старшим тренером в командах «Торпедо» Горький (1956—1957), «Труд» Астрахань (1958), «Иртыш» Омск (1959), «Заря» Дзержинск (1960), «Темп» Горький (1961), «Торпедо» Павлово (1965—1967), «Динамо» Горький (1968).
Скончался в 1968 году в Горьком. Похоронен на Старо-автозаводском кладбище.